# Rothenfluh
Rothenfluh är en ort och kommun i distriktet Sissach i kantonen Basel-Landschaft, Schweiz. Kommunen har 814 invånare (2023).